# Fjällsameby
Fjällsameby är en typ av sameby som har betesområden på kalfjället.
Det finns 51 samebyar i Sverige, varav 33 är fjällsamebyar. Dessa är främst belägna i Norrbottens och Västerbottens län, samt vissa delar av Jämtlands län.

## Fjällsamebyar
1. Könkämä sameby, Norrbottens län
2. Lainiovuoma sameby, Norrbottens län
3. Saarivuoma sameby, Norrbottens län
4. Talma sameby, Norrbottens län
5. Gabna sameby, Norrbottens län
6. Laevas sameby, Norrbottens län
7. Girjas sameby, Norrbottens län
8. Báste sameby, Norrbottens län
9. Unna tjerusj, Norrbottens län
10. Sirges sameby, Norrbottens län
11. Jåhkåkaskatjiellde, Norrbottens län
12. Tuorpon sameby, Norrbottens län
13. Luokta-Mávas sameby, Norrbottens län
14. Semisjaur-Njarg sameby, Norrbottens län
15. Svaipa sameby, Norrbottens län
16. Grans sameby, Västerbottens län
17. Rans sameby, Västerbottens län
18. Ubmeje tjeälddie, Västerbottens län
19. Vapstens sameby, Västerbottens län
20. Vilhelmina norra sameby, Västerbottens län, Västernorrlands län
21. Vilhelmina södra sameby, Västerbottens län, Västernorrlands län
22. Voernese sameby, Jämtlands län
23. Ohredahke sameby, Jämtlands län
24. Raedtievaerie sameby, Jämtlands län
25. Jijnjevaerie sameby, Jämtlands län
26. Jovnevaerie sameby, Jämtlands län
27. Njaarke sameby, Jämtlands län
28. Kall sameby, Jämtlands län
29. Handölsdalens sameby, Jämtlands län
30. Tåssåsens sameby, Jämtlands län
31. Mittådalens sameby, Jämtlands län
32. Ruvhten sijte, Jämtlands län
33. Idre sameby, Dalarnas län